# Бой при Фридберге
Бой при Фридберге — бой между французскими войсками под командованием генерала Жана Виктора Моро и австрийскими войсками под командованием фельдмаршала Латура, произошедший у местечка Фридберг в Баварии 24 августа 1796 года во время войны первой коалиции в эпоху французских революционных войн. Бой закончился победой французов.

## Перед боем
Во время австрийского отступления летом 1796 года в Баварии эрцгерцог Карл, командующий австрийской армией на Рейнско-Дунайском театре военных действий, искал шанс перебросить превосходящие силы против одной из французских армий, поэтому когда в конце августа кавалерийский бригадир Фридрих Йозеф, граф Науэндорф, сообщил ему о результатах разведки, эрцгерцог принял решение оставить против Рейнско-Мозельской армии генерала Моро небольшие силы Латура, а с большей частью своей армии  ударить на Самбра - Мааскую армию генерала Журдана. И уже 24 августа войска эрцгерцога Карла побеждают Самбра - Мааскую армию генерала Журдана при городе Амберге и отбрасывают её к городу Зульцбаху. Журдану приходиться спешно отступать за реку Рейн.
Фельдмаршалу Латуру, оставленному на Лехе, было приказано как можно подальше держаться от эрцгерцога Карла и не допускать каких-либо концентрических движений, которые позволили бы соединению Журдана и Моро. Для достижения этой цели ему следовало сосредоточить свои силы на нижнем Лехе, но он не понимал важности этой стратегической точки и вместо этого распылил свои силы так, что сам остался при Фридберге только с 6000. Плато при Фридберге считалось сильной позицией.

## Ход боя
В это время Моро, не подозревая об маневре Карла, двинулся вперед. После переправы через Лех и во время наступления на Оттмаринг корпус Ферино двигался на левый фланг австрийцев и должен был их обойти, в то время как центр и левый фланг французской армии должны были их атаковать с фронта в направлении Леххаузена и Фридберга. Дезе, которому было поручено наблюдать за дивизией Меркантини, направил две бригады по дороге на Нойбург, чтобы перехватить отступление противника с той стороны. Оттмаринг был взят Ферино, а на фридбергское плато поднялся корпус Сен-Сира. Латур, видя, что его могут обойти, приказал отступать. Дорога на Регенсбург была перекрыта, и он хотел свернуть на Мюнхен. Но Ферино занимал Оттмаринг. Безуспешно пытаясь форсировать этот проход, австрийцы дали бой, но потерпели поражение, потеряв пехотный полк, и, полностью дезорганизованные, бежали проселочными дорогами между Мюнхеном и Регенсбургом.